# Filippo Satriano
Il duca Filippo Satriano (Briatico, 16 novembre 1819 – ...) è stato un politico italiano.
Fu nominato senatore l'8 ottobre 1865, ma si dimise il 22 dicembre 1875.